# Список послов СССР и России в Кабо-Верде
В статье представлен список послов СССР и России в Республике Кабо-Верде (до 1986 года — в Республике Острова́ Зелёного Мыса).

## Хронология дипломатических отношений
- 14 июня 1975 г. — установление дипломатических отношений на уровне посольств.
- В 1975—1981 гг. — послами на Островах Зелёного Мыса по совместительству были послы в Гвинее-Бисау.
- 1981 г. — открытие посольств.

## Список послов
| Срок полномочий                   | Посол                           | Годы жизни | Вручение верительных грамот | Комментарии                                                     |
| --------------------------------- | ------------------------------- | ---------- | --------------------------- | --------------------------------------------------------------- |
| СССР                              |                                 |            |                             |                                                                 |
| 19 декабря 1975 — 24 июня 1980    | Вячеслав Михайлович Семёнов     | 1923—2017  | 24 декабря 1975             | По совместительству                                             |
| 24 июня 1980 — 23 ноября 1981     | Лев Владиславович Крылов        | 1920—1987  | 9 сентября 1980             | По совместительству                                             |
| 23 ноября 1981 — 18 марта 1987    | Николай Иванович Серёгин        | 1921—2002  | 28 декабря 1981             |                                                                 |
| 18 марта 1987 — 21 марта 1991     | Павел Михайлович Шмельков       | 1928—2010  |                             |                                                                 |
| 21 марта 1991 — 25 декабря 1991   | Владимир Иванович Столяров      | 1934—      |                             |                                                                 |
| Российская Федерация              |                                 |            |                             |                                                                 |
| 25 декабря 1991 — 4 апреля 1997   | Владимир Иванович Столяров      | 1934—      |                             |                                                                 |
| 4 апреля 1997 — 9 ноября 2000     | Владимир Евгеньевич Петухов     | 1947—2019  |                             |                                                                 |
| 9 ноября 2000 — 28 сентября 2004  | Юрий Петрович Чепик             | 1939—      |                             |                                                                 |
| 28 сентября 2004 — 14 января 2011 | Александр Романович Карпушин    | 1949—      | 23 ноября 2004              |                                                                 |
| 14 января 2011 — 1 февраля 2018   | Борис Георгиевич Курдюмов       | 1950—      | 18 февраля 2011             |                                                                 |
| Декабрь 2017 — февраль 2018       | Алексей Алексеевич Дубовицкий   |            |                             | Временный поверенный                                            |
| 1 февраля 2018 — 13 октября 2021  | Владимир Григорьевич Соколенко  | 1953—      | 13 марта 2018               |                                                                 |
| 13 октября 2021 — 2 февраля 2022  | Наталья Владимировна Поклонская | 1980—      | —                           | К месту службы не выезжала                                      |
| 13 октября 2021 — 8 сентября 2022 | Тимур Камилович Сабреков        | 1990—      |                             | Временный поверенный (до 2 февраля 2022 за посла Н. Поклонскую) |
| 8 сентября 2022 — настоящее время | Юрий Борисович Материй          | 1953—      |                             |                                                                 |